# ماجراهای مرد ماه و اسلیم شیدی
«ماجراهای مرد ماه و اسلیم شیدی» (به انگلیسی: The Adventures of Moon Man & Slim Shady) تک آهنگی از کید کادی و امینم است که در ۱۰ ژوئیه سال ۲۰۲۰ منتشر شد.